# 오스만 제국
숭고한 오스만국(오스만 튀르크어: دولت عليه عثمانيه 데블레티 알리예이 오스마니예, 영어: Sublime Ottoman State) 또는 오스만 제국, 튀르키예 제국(영어: Turkish Empire), 오스만 튀르키예, 혹은 단순히 튀르키예는 14세기부터 20세기 초까지 유럽 동남부, 서아시아, 북아프리카 대부분을 통치하던 광대한 제국이다.
13세기 말 오스만 1세가 아나톨리아 북서부에서 건국했으며, 1354년에 유럽으로 건너가 발칸반도를 정복하고 세 대륙에 걸친 거대한 제국을 세웠다. 오스만 제국의 메흐메트 2세가 1453년에 콘스탄티노플을 점령하며 비잔티움 제국을 멸망시키는 데에 성공하며 그 이름을 널리 떨쳤다. 1517년부터는 이슬람의 통솔자를 의미하는 칼리프국을 겸했다.
오스만 제국은 쉴레이만 1세의 통치기에 절정기를 맞았고, 사회적, 행정적, 경제적, 문화적으로 당대 최고의 국가로 떠올랐다. 그 강역이 가장 넓었던 17세기 초에는 32개 지방으로 구분되었고, 수없이 많은 봉신국을 거느렸다. 이후 봉신국 중 일부는 오스만 제국에 흡수되고, 일부는 자치권을 허가받아 수백 년 동안 지속되기도 했다.
현재의 이스탄불을 수도로 지중해 주변 지역 대부분을 통치했던 오스만 제국은 무려 6세기 동안 동방과 서방의 교차점으로 기능하며 화려한 문화의 꽃을 피웠다. 일부 학계에서는 쉴레이만 1세 사후, 제국이 점차 쇠퇴기에 접어들었다고 주장하지만, 학자들 대부분은 이에 동의하지 않으며, 쉴레이만 사후에도 제국은 여전히 강력한 경제력과 군사력을 유지하면서 17세기와 18세기 대부분 동안 전성기의 국력을 유지하고 있다고 본다.
다만 지나치게 오랜 평화기로 인해, 18세기 말에 이르자 오스만의 군사력은 점차 방만해졌고, 경쟁국인 오스트리아-헝가리 제국과 러시아 제국에 비해 크게 뒤떨어지기 시작했다. 오스만 제국은 18세기 후반과 19세기 초에 서구 열강들에게 연전연패하며 그 부실한 체력이 폭로되었고, 유럽의 환자라고 평가받았다. 이에 따라 제국을 탈바꿈 하기 위해 탄지마트라 불리는 개혁 정책을 시행하여 19세기 내내 영토가 점차 축소되면서도, 특히 발칸 지역 등에서는 통치력을 더욱 공고히 할 수 있었다.
1908년에는 젊은 장교들을 중심으로 쿠데타가 일어나 제국의 황제에게 헌법을 인정하고 입헌군주정을 선포할 것을 강제했고, 5년 후 급진파 장교들이 주축이 된 통일진보위원회가 쿠데타를 일으켜 일당 독재 체제를 선포했다. 통일진보위원회가 결성한 통일진보당은 독일 제국 편에 서서 제1차 세계대전에 참전했다. 이 과정에서 내부 결속을 위해 애쓰던 오스만 제국은 아랍 지역에서 일어난 반란의 싹을 잘라 버리기 위해 아르메니아인, 아시리아인, 그리스인을 상대로 대량 학살을 주도하기도 했다. 이후 1차 세계 대전에서 오스만 제국과 동맹국이 패배하자, 오스만 제국은 중동의 영토 대부분을 상실했고, 이 영토는 영국과 프랑스에게 넘어갔다. 이후 현 튀르키예의 국부인 무스타파 케말 아타튀르가 등장해 혼란스러운 국정을 다잡고 오스만 제정을 폐지한 후 현재의 튀르키예 공화국을 건국했다.

## 국명
서양에서는 오스만 제국을 오스만 튀르크인 내지는 튀르크 제국이라고 불렀는데, 이것을 영어식으로 Ottoman Turks, Turkish Empire라고 표기하게 되었고 한국에서는 이 표현을 그대로 따와 오스만 튀르크, 튀르크 제국, 오스만 튀르크 제국으로 많이 불렀지만, 현재는 오스만 제국 또는 오스만 왕조라는 표기가 일반적이다.
오스만 제국의 군주(파디샤, 술탄)의 출신은 튀르크 계열로 궁정의 언어도 오스만 튀르크어로 불리는 페르시아어와 아랍어의 어휘를 많이 차용한 튀르키예어였지만, 지배 계층은 민족·종교에 관련 없이 다양한 지역 출신의 사람들로 구성되었기 때문에 쉽게 튀르크 민족의 국가로 규정하기는 어렵다.
오스만 국가를 가리키는 정식 국호는 존재하지 않았다. 가장 일반적으로 사용된 명칭은 잘 보호되는 나라/영역(오스만 튀르크어: ممالكت مهراسا memālik-i mahrūse)’이었다. 오스만 제국의 왕조적 성격을 지칭할 때는 오스만국(오스만 튀르크어: دولت عثمانیه Devlet-i ʿOsmānīye)’라고 불렀다. 종교적 측면을 강조할 때는 이슬람국(오스만 튀르크어: ممالكت إسلامية memālik-i islāmiyye)’ 또는 이슬람 왕국(오스만 튀르크어: مَمْلَكَة إسلامية memleket-i islāmiyye)이라 했다. 오스만 국가의 전반기에 널리 쓰인 또 다른 표현은 로마 왕국(오스만 튀르크어: مَمْلَكَةت رُّومُ memleket-i Rūm, 오스만 튀르크어: دیارت رُّومُ diyār-i Rum) 또는 로마국(오스만 튀르크어: اقليمت رُّومُ iklīm-i Rūm)’이었다.
제국의 실태에 대한 관점에서 보면 오스만 튀르크라는 호칭은 부적절하고, 오스만 제국을 튀르키예라고 부른 것은 외부의 통칭에 지나지 않는다. 오스만 제국의 황제는 무슬림에게는 술탄을 지향하고, 기독교인들에게는 동로마 황제를 지향함으로써 세계 군주를 지향했기 때문이다. 덧붙여 오스만 제국의 뒤를 잇는 국가인 튀르키예 공화국은 정식 국호에 처음으로 ‘튀르키예’를 채용했으나, 오스만 제국을 가리킬 때는 오스만 제국이라는 뜻의 Osmanlı İmparatorluğu(오스만르 임파라토를루)나 오스만 국가라는 뜻의 Osmanlı Devleti(오스만르 데블레티)로 표기하는 것이 일반적이다.

## 역사
오스만 제국은 후세의 역사 전승에 대해 시조 오스만 1세가 아나톨리아(소아시아) 서북부에 세력을 확립해 신정권의 왕위에 올랐다는 1299년을 건국 연도로 하는 것이 통례이며, 술탄제가 폐지되어 메흐메트 6세가 폐위된 1922년이 해체 연도로 여겨진다.
그러나 오스만 왕조 초기에 대해서는 동시대 사료가 부족하고, 사실과 전설이 혼재하고 있으므로 정확한 건국 연도를 특정하는 것은 어렵다.

### 건국과 확장
13세기 말 비잔티움 제국과 룸 술탄국의 국경 지대인 아나톨리아 서북부에 등장한 튀르크인 오스만 1세가 인솔한 군사 집단이 오스만 제국의 기원이다. 전설에 따르면, 오스만 가문의 시조는 쉴레이만 샤로 원래 이란 서부와 중앙아시아 쪽에 있던 투르크멘인 유목민의 부족장이었다고 한다. 룸 술탄국의 보호를 받다가 돌아가려 했으나 유프라테스강을 건너다 익사했고, 그 아들인 에르투으룰 가지는 그대로 정착해 룸 술탄국 편에 서서 비잔티움 제국과 전쟁을 수행한 공을 인정받아 오늘날의 앙카라 인근에 봉토를 받고 베이가 되었다.
그 아들이 바로 오스만 제국의 창업주인 오스만 1세이다. 그는 룸 술탄국의 붕괴를 틈타 독립한 후 당대 아나톨리아에 있던 동로마 제국의 잔존 세력을 격파했다. 2대 술탄 오르한 가지는 남동 유럽에 교두보를 구축해 오스만 제국의 위엄을 떨쳤다. 오스만 집단은 주변 기독교 세력이나 이슬람교를 신봉하는 영주 및 군사 집단과 싸우기도 하고 손을 잡기도 하면서 점차 영토를 확대해 나가 나중에 오스만 제국으로 발전하는 오스만 베이국(Osmanlı Beyliği)을 건국했다.

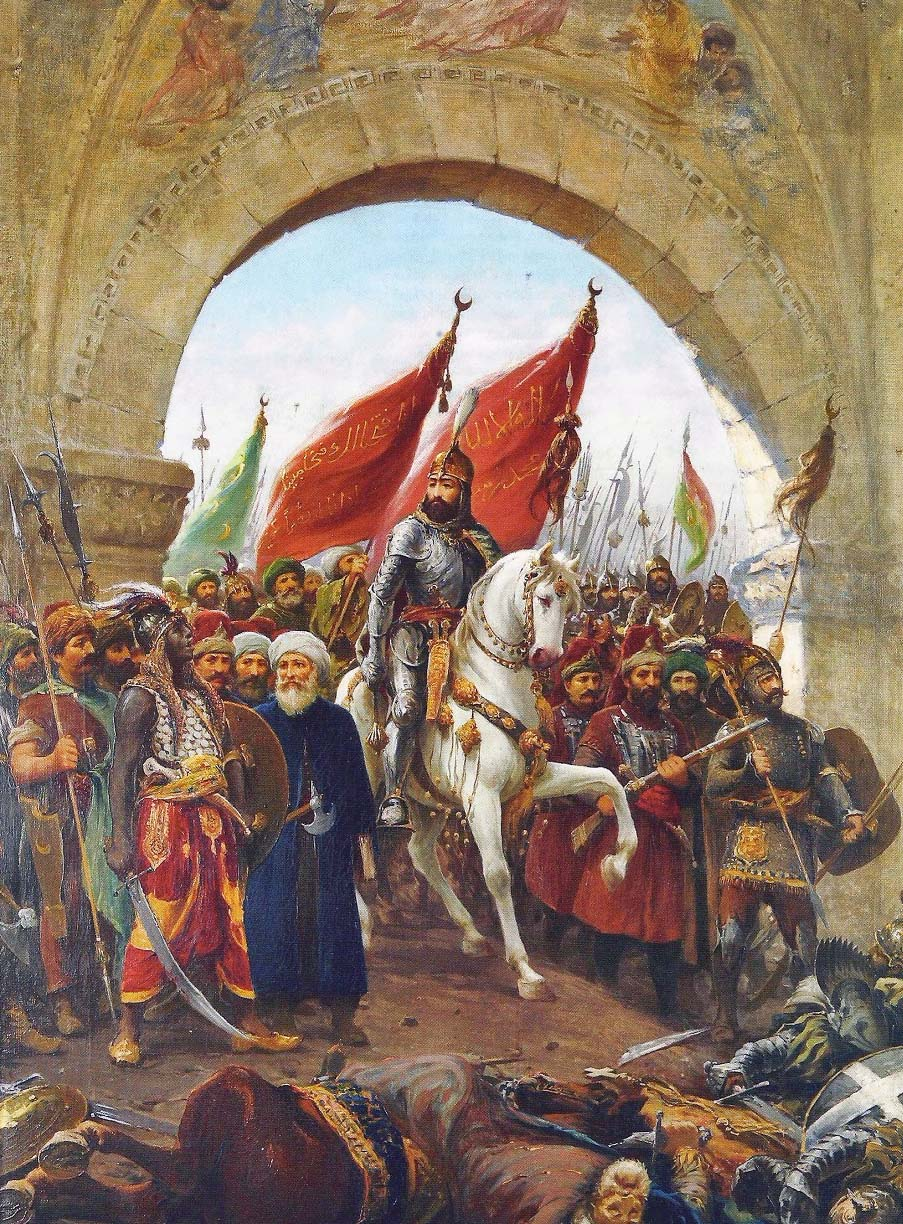
콘스탄티노폴리스로 입성하는 메흐메트 2세

1326년경 오스만의 뒤를 즉위한 그 아들 오르한 1세는 곧바로 비잔티움 제국의 지방 도시 부르사 점령했다. 이 일을 기점으로 그는 마르마라해를 넘어 유럽 대륙에 다다를 때까지 영토를 확대했다. 부르사는 오스만 베이국의 행정 중심지로서, 최초의 수도 기능을 하게 된다.
1346년, 오르한 1세는 비잔티움 제국 황제 요한네스 6세와 동맹을 계기로 다르다넬스 해협을 넘어 발칸반도의 트라키아에 진출, 유럽에서 영토 확장을 개시했다. 오르한 1세의 아들 무라트 1세는 즉위하자마자 콘스탄티노폴리스와 다뉴브강 유역을 잇는 중요 거점인 아드리아노폴리스(오늘날의 에디르네)를 점령한 후, 이곳을 제2의 수도로 삼은 것과 동시에 상비 포병군 예니체리를 창설하는 등 국가 제도를 정돈했으며, 1389년에는 코소보 전투에서 세르비아 왕국을 필두로 한 발칸 제후국들의 연합군을 물리쳤다.
무라트 1세의 아들 바예지드 1세는 1396년에 불가리아 북부에서 니코폴리스 전투를 벌여, 헝가리 왕국을 필두로 한 십자군을 격파, 영토를 더 크게 넓혔다. 그러나 1402년 앙카라 전투에서 오스만 제국은 티무르 왕조에게 패배했다. 비슷한 시기에 국내에서는 왕자들 간 후계 싸움이 일어나 제국의 확대를 일시적으로 멈추었다.
바예지드 1세의 아들 메흐메트 1세는 1421년에 제국 재통합을 성공으로 이끌면서 국력을 회복했다. 이를 바탕으로 그 아들 무라트 2세는 다시 자국을 침공한 십자군을 물리치면서 안정된 통치를 펼쳤다. 국력이 다시 상승하자 1453년 무라트의 아들 메흐메트 2세는 비잔티움 제국의 수도 콘스탄티노폴리스를 공략하여 마침내 동로마 제국을 점령하였다(콘스탄티노폴리스의 함락). 이후 콘스탄티노폴리스는 오스만 제국의 수도인 이스탄불로 다시 태어났다. 하기아 소피아도 첨탑 네 개가 첨가되면서 모스크로 개축되었다.

오스만 제국의 팽창을 보여주는 지도

이리하여 오스만 제국은 15세기 말까지 지상에서는 발칸과 아나톨리아의 거의 모든 땅을 평정하고, 바다에서는 흑해 북해안과 에게해의 섬들까지 세력을 뻗쳐 흑해와 에게해를 오스만의 내해로 만들었다. 1512년 제국을 계승한 셀림 1세는 비잔티움 제국에 이어 이집트의 맘루크 왕조까지 멸망시켜 이집트와 이라크 지역까지 지배 영역을 확대했고, 맘루크 왕조가 소유하고 있던 이슬람교의 2대 성지인 메카와 메디나의 보호권마저 장악해 이슬람 세계의 맹주로 군림한다. 더욱이 그동안 맘루크 왕조의 비호 아래 있던 아바스 왕조의 후예로부터 칼리파 칭호를 양보받아 칼리파를 겸하면서 술탄-칼리파제를 창설했다. 그러나 이는 19세기 초반에 위조한 것으로 밝혀졌다. 그러나 이슬람 세계 내에서 오스만 제국이 그 중심이 된 것만은 확실하다.

### 오스만 제국의 최전성기

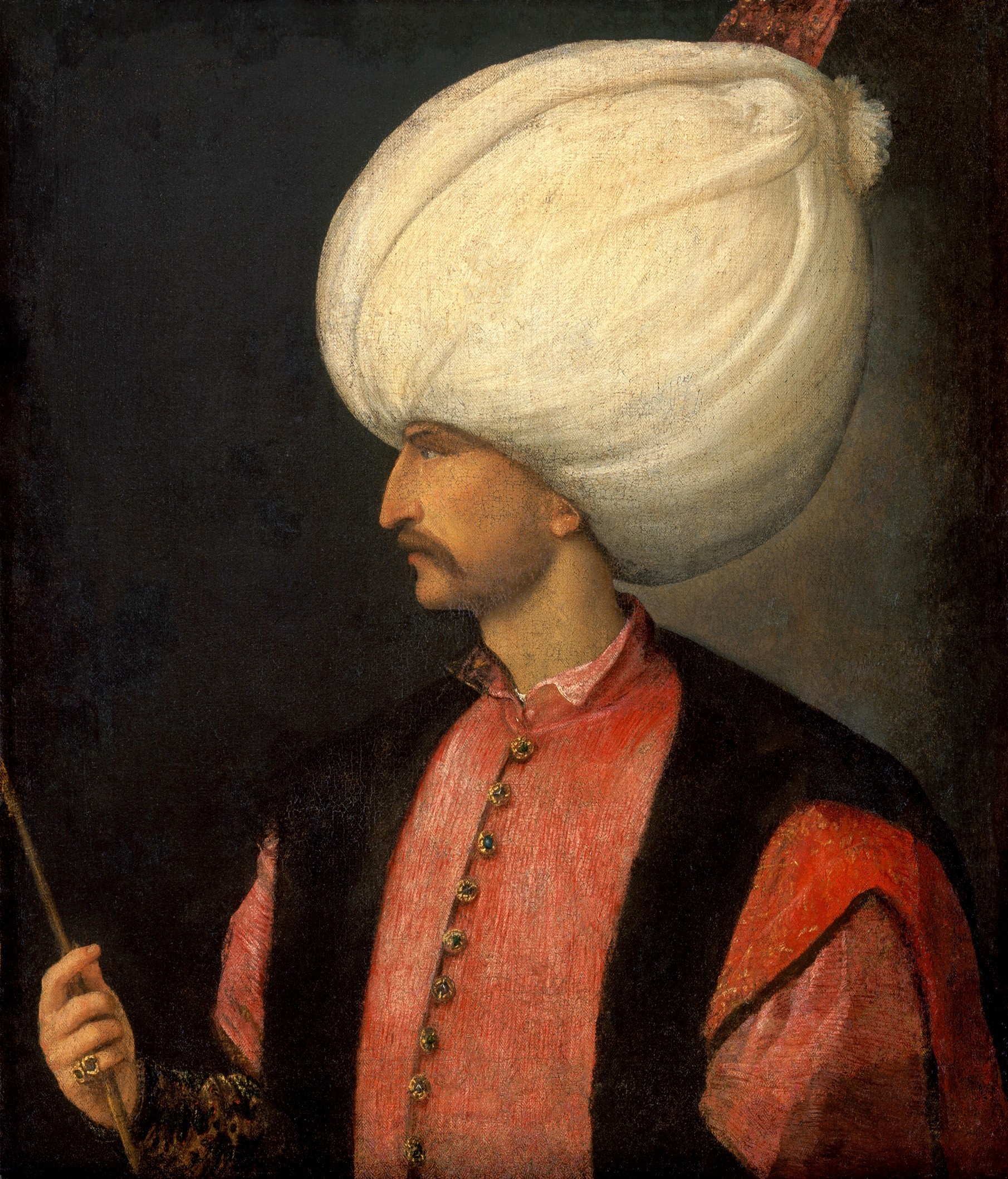
쉴레이만 1세

제10대 군주인 쉴레이만 1세(재위 1520년 - 1566년) 때에 이르면 오스만 제국의 국력은 더할 나위 없이 막강해져 다른 나라를 압도하기에 이르렀으며, 그 영역은 중앙유럽과 북아프리카에까지 확장되었다.
쉴레이만 1세는 즉위하면서 베오그라드를 정복해 헝가리에 진출했다. 그리고 로도스섬에서 무슬림에 대한 해적 행위를 벌이던 성 요한 기사단을 쫓아내면서 동지중해 해상권을 장악했다. 1526년 모하치 전투에서 헝가리군을 격파, 헝가리 땅 거의 대부분을 점령했다. 동쪽으로는 사파비 왕조를 공격하여 바그다드까지 손에 넣었으며, 남쪽으로는 예멘에 출병하여 아덴을 정복했다.
신성 로마 제국과 대립하던 프랑스의 프랑수아 1세와 동맹을 맺은 쉴레이만 1세는 1529년 신성 로마 제국의 수도 빈을 1개월 이상에 걸쳐 포위했다. 작전은 비록 실패로 끝났지만, 오스만군이 서유럽 내 깊숙이들어와 위협한 사건은 당시 서구 국가들에겐 큰 충격을 주었다. 게다가 1538년 프레베자 해전에서는 스페인과 베네치아 공화국 등을 위시한 기독교 세계 연합 함대를 대파해, 지중해 해상권 다툼에서 우위를 차지했다.
쉴레이만은 훌륭한 군사적 성공 외에도 건국 이래 오스만 제국이 형성해 온 국가 제도를 완성했다. 이로써 그의 치세 때 오스만 제국은 제도상 파탄이 없었던 이상적 시대이자 황금기로 기록되기도 했다. 그러나 쉴레이만의 치세는 국가 제도의 전환기가 시작된 때이기도 했다. 쉴레이만 사후로는 전쟁터에서 군주가 앞장서 출정하는 일도 없어졌으며, 정치도 거의 재상이 처리한다. 쪼람 군사 구조를 전환하면서 대포로 무장한 포병인 예니체리를 중심으로 상비군의 중요성이 대두했다. 이에 따라 예니체리의 인원이 폭발적으로 증대함으로써 유지비가 날이 갈수록 늘어갔으나, 기병인 시파히 계층은 점차 몰락해 갔다. 쉴레이만이 죽고 난 후 일어난 이러한 변화는 종래에는 제국의 쇠퇴로 인식되었으나, 오늘날에는 제국의 정치, 경제, 사회 구조를 세계적 추세에 발 맞추어 크게 전환했다고 보는 시각이 일반적이다. 이후, 지중해 무역이 쇠퇴하고 대서양 무역이 크게 번성하면서 오스만 제국의 무역 이득이 줄어들어 재정이 어려워졌다. 아울러 스페인이 강대국으로 부상하면서 오스만 제국의 지위가 낮아졌다.

### 국내 정치의 혼란과 쇠퇴

레판토 해전 (1571년)

쉴레이만 1세가 죽은 지 4년 후인 1570년 셀림 2세가 베네치아 지배령인 키프로스 섬을 점령했다. 위기 의식을 느낀 유럽은 신성 동맹을 결성해서 이에 맞섰다. 1571년 레판토 해전에서 오스만 함대는 기독교 세계의 연합 함대에 패헤 지중해 내 주도권 다툼에서 우위를 상실했다. 그러나 오스만 제국이 유럽보다 열세에 처한 것은 아니었다. 국력은 여전히 강대하고 지중해 해상권이 순식간에 오스만 제국에서 벗어난 것도 아니었다. 제국 함대는 패전한 지 반년 만에 같은 규모의 함대를 재건해 1574년 튀니스를 획득했고, 1683년까지 슬로베니아와 아드리아해 연안을 제외한 발칸반도 전역을 지배했다.:201
그러나 18세기부터 오스만 제국의 힘이 약해졌다. 1699년 헝가리를 잃었다. 이후 1789년 프랑스 대혁명의 여파로 절대 군주로부터의 민주 혁명과 민족 독립을 추구하는 세계적 흐름에서 오스트리아를 비롯한 유럽 국가들은 땅을 되찾았다. 한편, 아랍인을 비롯한 피지배 민족의 독립 운동이 제국 내에서 일어났다. 1830년 그리스가 왕국으로 독립했고, 이어서 영국, 프랑스, 러시아의 침략을 당했다.
오스만 제국은 제국 내외의 도전에 제대로 대응할 수 없었고, 결국 유럽 측으로부터 빈사상태의 환자라고 불리는 모욕을 받기에 이르렀다.
그러나 오스만 제국이 마냥 손을 놓고 있었던 것은 아니었다. 1808년에 즉위한 마흐무트 2세는 군대의 서구화를 위해 예니체리를 폐지하고 외무성, 내무성, 재무성을 신설하여 중앙 정부의 권력 강화를 추진했다. 그리고 유럽에 유학생을 대거 파견해 인재 육성에도 힘을 쏟았다. 1839년 압뒬메지트 1세는 개혁 칙령을 공포한 후 전면적 개혁 정치를 실행에 옮겼다. 행정에서부터 군사, 문화에 이르기까지 서구적 체제로의 전향을 도모하는 탄지마트(Tanzimat, تنظيمات)가 그것이다. 탄지마트 정책에 따라 오스만 제국은 중앙 집권적 관료 기구와 근대 군대를 확립함으로써 서구형 국가로 전환을 진행해 갔다.
1853년에 러시아 제국과 사이에 크림 전쟁이 일어났으나, 영국 등의 가담 덕분에 아슬아슬하게 승리를 거두었다. 당시 영국 등의 지지를 획득할 필요성을 느낀 오스만 제국은 1856년 개혁 칙령을 발포하여 비무슬림의 권리를 인정하겠노라고 약속했다. 이렇게 해서 제2단계에 들어간 탄지마트는 종교법(샤리아)과 서양 근대법의 절충을 목표로 새로운 법전 제정, 근대 교육 학교 개설, 근대적 토지 사유 제도를 인정하는 토지법 시행 등 개혁을 착착 진행해 나갔다.
그러나 개혁과 전쟁을 수행하는 데 있어서 서구 열강으로부터 거액의 차관을 필요했다. 그래서 결국 서구인들의 국내 무역을 더욱 확대하였으며, 제국은 차츰 경제면에서 서구 나라들의 반식민지 유사하게 되어갔다. 그 결과, 유럽 경제와 농산품 수확량의 영향을 강하게 받게 된 제국 재정은 1875년, 서구 금융 공황과 농산물의 흉작으로 말미암아 파산하고 만다.
탄지마트가 목적을 달성하지 못한 채 좌절로 끝나자 제국에는 새로운 개혁이 요구되었다. 1876년, 대재상 미드하트 파샤의 지도 아래 ‘아시아 최초의 성문헌법’인 제국헌법(통칭 미드하트 헌법)을 공포했다. 헌법은 오스만 제국이 서구식의 법치국가이며, 제국 의회 설치와 오스만의 신민으로서 무슬림과 비무슬림은 완전한 평등을 누린다는 것을 선언하였다.
하지만 헌법을 발포한 지 얼마 지나지 않은 1878년에 오스만 제국은 러시아와의 전쟁에 완패하여 실패로 끝났다. 오스만 정부는 러시아군이 제국의 수도 이스탄불 서쪽의 산스테파노까지 진군해도 좋다는 허락을 내린다. 전제 체제의 부활을 바랐던 압뒬하미트 2세는 러시아와 산스테파노 조약을 맺어 강화하는 한편(이후 산스테파노 조약은 영국과 오스트리아-헝가리 제국, 독일 등의 유럽 열강이 개입하여 베를린 조약으로 대체된다.), 비상사태를 선포하여 미드하트 헌법을 폐지하였다. 이날 이후, 좌파는 국외 추방 또는 사형을 각오해야 했고, 압뒬하미트 2세는 ‘피의 황제’로 불린다. 그러나 한편으로는 재정 파산 이후 제국 경제를 장악한 유럽의 여러 나라에 의한 자본 투하가 진행되어, 유럽의 문화가 빠르게 침투해 갔다. 또한 서구의 공업 제품과 경합하지 않은 섬유 공업 등의 분야에서는 차츰 민족 자본이 자라기 시작하고, 전제 정치에 저촉하지 않는다는 조건 아래 신문이나 잡지의 간행이 확대됨으로써, 훗날의 헌정 부활 이후 민주주의 및 민족주의의 등장을 준비했다.
1908년에 압뒬하미트 2세는 청년 투르크 당에 의해 폐위되고 1918년 어느 날 외롭게 죽음을 맞이한다. 청년 투르크 당은 메흐메트 5세를 황제로 모시고 마드하트 헌법을 부활하고 개정하였으며, 군비 경쟁에 돌입했다. 그러나 ‘모든 민족의 평등’이 ‘튀르키예인으로 한정한 평등’으로 바뀌고 아랍인들을 비롯한 피지배 민족의 독립 열망은 더욱 가속화되었다. 이것이 제1차 발칸전쟁의 원인이다. 이 결과 알바니아가 튀르키예로부터 독립하였다.

### 제1차 세계 대전
이 제국은 제1차 세계 대전 중 동맹국으로 참전하였다. 동맹국은 독일 제국, 오스트리아-헝가리 제국, 불가리아 왕국, 오스만 제국을 일컫는다. 제1차 세계 대전에 패전국이 되어 전범 국가로 지목됨으로써 세브르 조약의 결과, 1914년 이전의 영토를 거의 대부분 상실하고 소아시아와 유럽의 일부만을 지니게 되었다. 그 이후, 그리스한테 침공을 받아 심각하게 위협을 받게 되는데, 한때는 국가의 존망이 위기를 겪기도 하였다. 그러나 1922년경부터 케말 파샤(장군)의 지휘 아래 그리스군을 앙카라에서 격파하고, 이에서 도주하는 그리스군을 이스탄불에서 또 대파함으로써 그리스 영토 일부까지 실지를 회복하는 등 그 영토가 로잔 조약으로 현재의 튀르키예 공화국 영토로 고정되었다.

### 멸망
메흐메트 6세(재위 1918-1922)가 폐위됨으로써 600년 장수 제국은 해체되었다. 압뒬메지트 2세도 1924년, 칼리프제가 폐지됨에 따라 프랑스로 망명하여 그곳에서 죽었다.

## 정치
중앙의 경우, 정치적 권력은 군주를 정점으로 하고 있었으며, 대재상(사드라잠) 이하 재상(와즈르)들이 군주를 보좌하였으며, 국가 정치의 중추인 궁정에서는 대재상 이하 재상들과 군정장관, 재무대신, 시종장, 서기관장 등으로 구성되는 최고회의(디완)가 최고 정책 결정 기관으로서 기능하였다. 17세기에 군주가 정치 무대에서 물러나면서, 대재상이 군주의 대행자로서 전권을 장악하게 되었다. 그에 따라 정치권력이 궁정 내 최고회의장에서 대재상이 거처하는 공저로 옮겨갔다.
중앙정부의 관료 기구는 군인 관료(카프쿨루)와 법관 관료(울라마), 서기 관료(캐티프) 세 그룹으로 이루어져있다. 군인관료 가운데 능력이 특출한 자는 궁정에서 술탄의 시중을 드는 시종이나 경비병을 거쳐 예니체리 군단장이나 현지사 내지는 주지사에 채용되어 종반에는 중앙정부의 재상이나 대재상이 되었다. 법관 관료에게는 군 행정을 맡아 재판을 하는 카드 외에도 메드레세(종교학교)의 교수 등의 공직을 맡고 있었다.
그 밖에도 환관도 중용하여 환관 출신의 주지사나 재상의 수가 적지 않다는 점도 오스만의 인적 다양함을 나타내는 특징이라고 말할 수 있다. 19세기부터는 개혁 정책에 따라 서구의 제도를 모방한 기구로 바뀌어갔다. 예를 들자면, 서기관장은 외무대신으로 개편되었고 최고회의는 내각회의로 바뀌었으며 대재상은 사실상 내각을 책임지는 수상(총리)이 되었다.
그러나 서구법이 대거 도입되어 세곡 법정이 개설되었음에도, 이슬람 국가로서의 전통적인 제도나 풍습 등은 후반기까지 사라지지 않았다. 오스만 제국에게 있어 이슬람은 나라의 근본으로 자리매김하고 있었다. 이러한 이슬람 국가적인 제도는 제국이 멸망한 후 튀르키예 공화국 정부가 수립되면서 추진된 급속한 세속화 개혁에 따라 소멸되었다.

## 행정
제국의 영토는 직할지, 자치구, 속국으로 구성된다. 속국의 경우 군주 임명권을 제국 정부가 장악하고 있었을 뿐, 그외 다른 것에 대해선 원칙적으로 자율에 맡기고 있었다. 크리미아, 왈라키아, 몰다비아, 트란실바니아, 헤자즈 등이 이에 해당한다. 자치구는 중앙 정부로부터 총독이 파견되는 것 이외는 현지의 유력자에게 정치를 맡겼으며 잉여금을 중앙 정부에 상납하였다. 이집트 등이 이에 해당한다. 직할지는 주(대도시), 현(변경 중소 도시), 군(마을)으로 나뉘었다. 각 군마다 군사-행정 재판관인 카드의 관할 아래에 있었으며, 현과 주에는 각각 산자크베이(현지사), 베이레르베이(주지사)가 배속되어 관할 구역 내의 군사에 대한 통괄권을 행사했다.

## 군대 체제
군대 조직은 크게 지방의 티마르(군사봉토)를 받아 그곳에 거주하며 징세권을 행사하던 지방 상비군인 시파히와 중앙 상비군인 카프쿨루로 분류되었다. 카프쿨루의 인원은 주로 데브쉬르메 제도에 따라 제국에 거주하는 그리스도인 자제들을 징집하는 것으로 충당하였다. 카프쿨루 군단은 수행임무에 따라 7대 단위 부대(아제미, 예니체리, 제베지, 톱추, 토파라바즈, 훔바라즈, 라음즈)로 구성되었는데, 그 중에서도 최정예인 예니체리는 화기가 등장하던 16세기에 그 중요성이 부각되어 거대한 군사집단으로 발전하게 된다. 한편, 이 시기 유럽은 상비군을 갖고 있는 나라가 거의 없었다.

## 제도

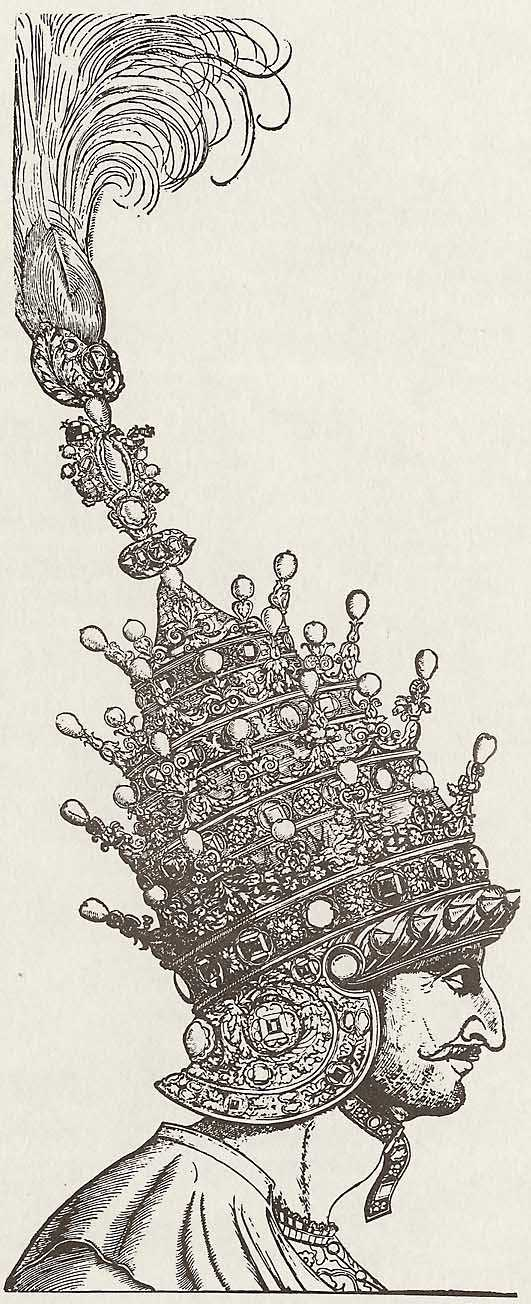
사중관을 쓴 쉴레이만 1세. 이 사중관은 쉴레이만이 이탈리아의 금세공 직공에게 의뢰해 만든 것으로, 교황의 삼중관을 의식한 것이라고 전해진다.

역사학자들 사이에서 오스만 제국의 국가 형태에 대한 평가는 다양하다. 유럽의 역사학자들이 전형적인 동방의 전제 제국으로 간주하는 반면, 오스만 제국의 역사가들은 이슬람 전통에 근거하는 세계 제국으로 칭송해왔다. 또 19세기 말 이후에는 민족주의적인 입장이 강조되면서 오스만 제국의 기원은 튀르키예계의 유목민 국가에 있다는 논의가 활발히 이루어졌다.
20세기 전반에는 유럽에서 동로마 제국에 대한 관심이 증대하면서, 자연스럽게 오스만 제국과 동로마 제국의 비교가 이루어졌다. 이 시기 동로마 제국이 멸망한 후 오스만 제국의 군주가 룸(로마 제국의 황제)을 자칭했었다는 사실이 밝혀지고 콘스탄티노폴리스 총대주교의 임명권을 통해서 동방 정교회를 지배했었다는 것이 동로마의 황제교황주의의 연속상으로 보는 시각이 생겨나면서 오스만 제국을 동로마 제국의 계승자로 보는 설도 나타났다.
오스만 제국의 국가체제가 독자적인 형태로 발전하기 시작한 것은 대체로 무라트 1세의 무렵부터로 추정되고 있다. 제국이 확대함에 따라 정비되어 온 체제는 쉴레이만 1세 시대에 이르러 거의 완성되면서, 군주를 정점으로 중앙집권제를 실현하였다. 이것을 ‘근세 오스만 체제’라고 부른다.

## 사회
오스만 제국은 아바스 왕조와 셀주크 왕조의 전통을 이었으나, 몽골 제국과 비잔티움 제국의 영향도 받아 이슬람적이면서도 동시에 튀르크적인 국가를 건설하였다. 오스만 제국은 광대한 영토를 거느림에 따라 여러 민족들과 여러 종교들, 종파가 서로 공존하여 비이슬람적인 문화에 대해서도 너그러웠으며, 통치에 있어서도 발칸반도와 아나톨리아 중심부를 제외하고는 총독이나 그 지방 세력자의 자치에 맡겼다.
오스만 제국이 비이슬람 문화에 대해서도 너그러웠다는 사례를 하나들자면, 쉴레이만 대제 때를 들 수 있다. 이 시기에 이스탄불에서 무슬림에 의한 반유대교도 폭동이 일어났던 적이 있었는데, 이 때 상비군을 파견하여 진압하기도 하였다. 이는 이교도와의 상호공존을 위해 같은 무슬림을 진압한 것이다. 이는 중세 후반부터 근세 초기에 서구의 여러 도시에서 일어난 민중의 반유대 폭동을 진압하지 못한 것과 극히 대조를 이룬다.
오스만 제국은 다언어 사회였던 것이 가장 큰 특징 중 하나다. 공식적으로는 튀르크 언어가 사용되었지만, 일상생활에서는 각각의 지방 집단들이 자신들의 언어를 주로 사용했다. 공문서에는 튀르크어가 사용되었으나 튀르크족이 아닌 민중에게 전달될 때에는 그들의 언어로 번역되어 전달되는 일들이 흔했다. 때로는 칙령이나 칙어도 그리스어 등으로 쓰이기도 했었다.
제국 내의 아라비아 지역에서는 아랍어가 공용어나 사실상 마찬가지로 쓰였다. 사람들은 자신의 언어 이외에 제2, 제3의 언어를 배워 사용하는 사람들이 적지 않게 흔했다. 오스만 제국의 다언어사회에 대한 사례를 한 가지 들자면, 비잔티움 제국을 멸망시킨 메흐메트 2세는 투르크어 이외에 아랍어, 페르시아어, 그리스어를 할 수 있었다고 한다.

## 문화
오스만 제국에서는 페르시아와 비잔티움 문화의 영향을 받으면서도 독창적인 이슬람적인 투르크 문화로 발전시켜 나아갔다. 미술에서는 비잔티움 양식을 도입한 이슬람 사원이 건축되었고, 문학에서는 페르시아의 전통을 잇는 궁정 문학이 발달했었다. 그 외에도 천문학, 수학, 지리학 등 실용적인 학문도 발달했었다.

## 역대 군주
오스만 투르크의 역대 군주는 1453년 콘스탄티노플에 입성하기 전까지는 서양의 Prince에 해당하는 술탄으로 지칭되었고, 메흐메트 2세 이후로는 황제라는 의미의 Padishah, Shahanshah, Sultan-es-selatin(Sultan of Sultans), 및 로마 황제 등의 칭호를 사용했다. 메흐메트 2세 이후 제정(帝政)이 된 후에 기존의 술탄, 여술탄의 칭호는 황자, 황녀를 지칭하는 칭호로 사용되었으므로, 오스만 제국의 역대 군주를 가리켜 술탄이라고 지칭하는 것은 관용적으로 용납되고 있으나 엄밀히 말하면 옳은 명칭이 아니다.
- 오스만 1세 (1299년~1326년)
- 오르한 (1326년~1362년)
- 무라트 1세 (1362년~1389년)
- 바예지드 1세 (1389년~1403년)
- 메흐메트 1세 (1403년~1421년)
- 무라트 2세 (1421년~1444년, 1446년~1451년)
- 메흐메트 2세 (1444년~1446년, 1451년~1481년)
- 바예지드 2세 (1481년~1512년)
- 셀림 1세 (1512년~1520년)
- 쉴레이만 1세 (1520년~1566년)

### 설명주
1. ↑  /ˈɒtəmən/
 · 튀르키예어: Osmanlı İmparatorluğu 오스만르 임파라토르루우[*], Osmanlı Devleti 오스만르 데블레티
 · 영어: Ottoman empire 오토만 엠파이어[*]
 · 페르시아어: امپراتوری عثمانی 엠페라토리 오스마니
 · 아랍어: الإِمبراطوريّةُ العُثْمانيّة 알 임브라투리야트 울 오트마니야[*]
 · 프랑스어: Empire ottoman[10]
소수 언어:

 · 서아르메니아어: Օսմանեան տէրութիւն 오스마네안 테루틴 (오스만의 지배, 오스만 통치기), Օսմանեան պետութիւն 오스마네안 페투틴 (오스만국), Օսմանեան կայսրութիւն 오스마네안 카이스루틴 (오스만 제국)

 · 불가리아어: Османска империя 오토만스카타 임페리야

 · 그리스어: Оθωμανική Επικράτεια 오토마니케 에피크라테아[*], 그리스어: Оθωμανική Αυτοκρατορία 오토마니케 에브토크라토리아[*]
 · 라디노어: Imperio otomano 임페리오 오토마노[11]
2. ↑  ‘memālik-i mahrūse’라는 표현은 일반적으로 ‘잘 보호받는 영역들(영어: well-protected domains)’이라고 번역되지만, ‘신의 보호를 받는 영역들(영어: divinely protected dominions)’으로 번역되기도 한다.Kunčević, Lovro (2010). “On Ragusan Libertas in the Late Middle Ages”. 《Dubrovnik Annals》: 59.

### 인용주
1. ↑  Inan, Murat Umut (2019). 〈Imperial Ambitions, Mystical Aspirations: Persian Learning in the Ottoman World〉.   Green, Nile. 《The Persianate World: The Frontiers of a Eurasian Lingua Franca》. University of California Press. 88–89쪽. As the Ottoman Turks learned Persian, the language and the culture it carried seeped not only into their court and imperial institutions but also into their vernacular language and culture. The appropriation of Persian, both as a second language and as a language to be steeped together with Turkish, was encouraged notably by the sultans, the ruling class, and leading members of the mystical communities.
2. ↑  Tezcan, Baki (2012). 〈Ottoman Historical Writing〉.   Rabasa, José. 《The Oxford History of Historical Writing: Volume 3: 1400–1800 The Oxford History of Historical Writing: Volume 3: 1400–1800》. Oxford University Press. 192–211쪽. Persian served as a ‘minority’ prestige language of culture at the largely Turcophone Ottoman court.
3. ↑  Flynn, Thomas O. (2017). 《The Western Christian Presence in the Russias and Qājār Persia, c. 1760–c. 1870》 (영어). Brill. 30쪽. ISBN 978-90-04-31354-5. 2023년 1월 14일에 원본 문서에서 보존된 문서. 2022년 10월 21일에 확인함.
4. ↑  Fortna, B. (2012). 《Learning to Read in the Late Ottoman Empire and the Early Turkish Republic》. Springer. 50쪽. ISBN 978-0-230-30041-5. 2022년 10월 21일에 원본 문서에서 보존된 문서. 2022년 10월 21일에 확인함. Although in the late Ottoman period Persian was taught in the state schools...
5. ↑  Spuler, Bertold (2003). 《Persian Historiography and Geography》. Pustaka Nasional Pte. 68쪽. ISBN 978-9971-77-488-2. 2023년 1월 14일에 원본 문서에서 보존된 문서. 2022년 10월 21일에 확인함. On the whole, the circumstance in Turkey took a similar course: in Anatolia, the Persian language had played a significant role as the carrier of civilization. [...] where it was at time, to some extent, the language of diplomacy [...] However Persian maintained its position also during the early Ottoman period in the composition of histories and even Sultan Salim I, a bitter enemy of Iran and the Shi'ites, wrote poetry in Persian. Besides some poetical adaptations, the most important historiographical works are: Idris Bidlisi's flowery "Hasht Bihist", or Seven Paradises, begun in 1502 by the request of Sultan Bayazid II and covering the first eight Ottoman rulers...
6. ↑  Fetvacı, Emine (2013). 《Picturing History at the Ottoman Court》. Indiana University Press. 31쪽. ISBN 978-0-253-00678-3. 2022년 10월 21일에 원본 문서에서 보존된 문서. 2022년 10월 21일에 확인함. Persian literature, and belles-lettres in particular, were part of the curriculum: a Persian dictionary, a manual on prose composition; and Sa'dis 'Gulistan', one of the classics of Persian poetry, were borrowed. All these titles would be appropriate in the religious and cultural education of the newly converted young men.
7. ↑  Yarshater, Ehsan; Melville, Charles, 편집. (359). 《Persian Historiography: A History of Persian Literature》 10. Bloomsbury. 437쪽. ISBN 978-0-85773-657-4. 2022년 10월 21일에 원본 문서에서 보존된 문서. 2022년 10월 21일에 확인함. Persian held a privileged place in Ottoman letters. Persian historical literature was first patronized during the reign of Mehmed II and continued unabated until the end of the 16th century.
8. ↑  Inan, Murat Umut (2019). 〈Imperial Ambitions, Mystical Aspirations: Persian learning in the Ottoman World〉.   Green, Nile. 《The Persianate World The Frontiers of a Eurasian Lingua Franca》. University of California Press. 92 (note 27)쪽. Though Persian, unlike Arabic, was not included in the typical curriculum of an Ottoman madrasa, the language was offered as an elective course or recommended for study in some madrasas. For those Ottoman madrasa curricula featuring Persian, see Cevat İzgi, Osmanlı Medreselerinde İlim, 2 vols. (Istanbul: İz, 1997),1: 167–169.
9. ↑  Ayşe Gül Sertkaya (2002). 〈Şeyhzade Abdurrezak Bahşı〉.   György Hazai. 《Archivum Ottomanicum》 20. 114–115쪽. 2022년 10월 24일에 원본 문서에서 보존된 문서. 2022년 10월 23일에 확인함. As a result, we can claim that Şeyhzade Abdürrezak Bahşı was a scribe lived in the palaces of Sultan Mehmed the Conqueror and his son Bayezid-i Veli in the 15th century, wrote letters (bitig) and firmans (yarlığ) sent to Eastern Turks by Mehmed II and Bayezid II in both Uighur and Arabic scripts and in East Turkestan (Chagatai) language.
10. 1 2  Strauss, Johann (2010). 〈A Constitution for a Multilingual Empire: Translations of the Kanun-ı Esasi and Other Official Texts into Minority Languages〉.   Herzog, Christoph; Malek Sharif. 《The First Ottoman Experiment in Democracy》. Würzburg: Orient-Institut Istanbul. 21–51쪽. 2019년 10월 11일에 원본 문서에서 보존된 문서. 2019년 9월 15일에 확인함. (info page on book 보관됨 20 9월 2019 - 웨이백 머신 at Martin Luther University) // Cited: p. 26 (pdf p. 28): "French had become a sort of semi-official language in the Ottoman Empire in the wake of the Tanzimat reforms.[...] It is true that French was not an ethnic language of the Ottoman Empire. But it was the only Western language which would become increasingly widespread among educated persons in all linguistic communities."
11. ↑  Strauss, Johann (2010). 〈A Constitution for a Multilingual Empire: Translations of the Kanun-ı Esasi and Other Official Texts into Minority Languages〉.   Herzog, Christoph; Malek Sharif. 《The First Ottoman Experiment in Democracy》. Würzburg: Orient-Institut Istanbul. 21–51쪽. 2019년 10월 11일에 원본 문서에서 보존된 문서. 2019년 9월 15일에 확인함. (info page on book 보관됨 20 9월 2019 - 웨이백 머신 at Martin Luther University) // Cited: p. 36 (pdf p. 38/338)
12. ↑  P., E. A. (1916). “Review of The Caliph's Last Heritage: A Short History of the Turkish Empire”. 《The Geographical Journal》 47 (6): 470–472. doi:10.2307/1779249. ISSN 0016-7398. JSTOR 1779249. 2022년 7월 10일에 원본 문서에서 보존된 문서. 2022년 7월 10일에 확인함.
13. ↑  Baykara, Prof. Tuncer (2017). “A Study into the Concepts of Turkey and Turkistan which were used for the Ottoman State in XIXth Century”. 《Journal of Atatürk and the History of Turkish Republic》 1: 179–190. 2024년 1월 26일에 원본 문서에서 보존된 문서. 2024년 3월 26일에 확인함.
14. ↑  Raphaela Lewis (1988). 《Everyday Life in Ottoman Turkey》. Dorset Press. ISBN 978-0-88029-175-0.
15. ↑  Godfrey Goodwin (1977). 《Ottoman Turkey》. Scorpion Publications.
16. ↑  Soucek, Svat (2015). 《Ottoman Maritime Wars, 1416–1700》. Istanbul: The Isis Press. 8쪽. ISBN 978-975-428-554-3. The scholarly community specializing in Ottoman studies has of late virtually banned the use of "Turkey", "Turks", and "Turkish" from acceptable vocabulary, declaring "Ottoman" and its expanded use mandatory and permitting its "Turkish" rival only in linguistic and philological contexts.
17. ↑  Fodor, Pál (2015). “Byzantine Legacies in Ottoman Identity”. 《Opuscula György Hazai Dicata: Beiträge zum Deutsch-Ungarischen Workshop aus Anlass des 80. Geburtstages von György Hazai》 (Klaus Schwarz Verlag): 98-99.
18. ↑  Firges, Pascal W.; Tobias P., Graf (2012). 〈Introduction〉. 《Well-Connected Domains: Towards an Entangled Ottoman History》. Koninklijke Brill. 1쪽.
19. ↑  Veinstein, Gilles (2015). 〈The Great Turk and Europe〉. 《Europe and the Islamic World: A History》. Princeton University Press. 179쪽.
20. ↑  [네이버 지식백과] 튀니스 [Tunis] (두산백과)
21. ↑  www.britannica.com Andrea Doria 1535년 신성로마 황제 카를 5세가 안드레 도리아와 함께 침공하였는데 이때 튀니스가 함락되어 스페인이 점령하고 있었다.
22. ↑  조르주 뒤비 지음, 채인택 옮김, 《지도로 보는 세계사》, 생각의 나무 (2006)

## 같이 보기
- 화약제국